# Belgische kampioenschappen veldrijden 2007
De Belgische kampioenschappen veldrijden 2007 werden gehouden in het weekend van 6 en 7 januari 2007 in Hamme-Zogge, een gemeente in de provincie Oost-Vlaanderen.
Het hele weekend werd gekenmerkt door de modderomloop, waardoor het een bijzonder zwaar kampioenschap werd.
Niels Albert werd kampioen bij de beloften, Peter Van Santvliet bij de elite zonder contract en Bart Wellens bij de elite.

## Uitslagen

#### Elite, mannen
| pos.   | renner                | tijd  | opmerking             |
| ------ | --------------------- | ----- | --------------------- |
| Goud   | Bart Wellens          | 59:50 |                       |
| Zilver | Klaas Vantornout      | +1:11 |                       |
| Brons  | Sven Nys              | +1:24 |                       |
| 4.     | Sven Vanthourenhout   | +2:01 |                       |
| 5.     | Erwin Vervecken       | +3:32 |                       |
| 6.     | Peter Van Santvliet   | +4:26 | Elite zonder contract |
| 7.     | Bart Aernouts         | +4:51 |                       |
| 8.     | David Willemsens      | +5:26 | Elite zonder contract |
| 9.     | Jan Soetens           | +5:50 |                       |
| 10.    | Arne Daelmans         | +6:38 | Elite zonder contract |
| 11.    | Wesley Van der Linden | +6:50 |                       |
| 12.    | Stijn Penne           | +7:06 |                       |
| 13.    | Jan Verstraeten       | +8:00 |                       |
| 14.    | Bjorn Rondelez        | +8:21 |                       |
| 15.    | Jorn Van der Veken    | +8:21 |                       |
| 16.    | Tom de Kort           | +8:21 |                       |

#### Vrouwen
| pos.   | renner             | tijd  |
| ------ | ------------------ | ----- |
| Goud   | Loes Sels          | 41:19 |
| Zilver | Katrien Aerts      | +0:27 |
| Brons  | Hilde Quintens     | +1:02 |
| 4.     | Joyce Vanderbeken  | +2:23 |
| 5.     | Ludivine Henrion   | +2:49 |
| 6.     | Kathy Ingels       | +2:52 |
| 7.     | Katrien Pauwels    | +4:44 |
| 8.     | Anja Nobus         | +5:13 |
| 9.     | Gertie Willems     | +7:37 |
| 10.    | Melissa Flagothier | +9:20 |

#### Beloftes, mannen
| pos.   | renner                  | tijd  |
| ------ | ----------------------- | ----- |
| Goud   | Niels Albert            | 41:19 |
| Zilver | Rob Peeters             |       |
| Brons  | Dieter Vanthourenhout   |       |
| 4.     | Tom Van den Bosch       |       |
| 5.     | Quentin Bertholet       |       |
| 6.     | Dries Dewit             |       |
| 7.     | Dave De Cleyn           |       |
| 8.     | Kenneth Van Compernolle |       |
| 9.     | Stijn Huys              |       |
| 10.    | Kay Van den Brande      |       |

#### Juniores, jongens
| pos.   | renner            | tijd   |
| ------ | ----------------- | ------ |
| Goud   | Jim Aernouts      | 40:05  |
| Zilver | Stef Boden        | + 0:50 |
| Brons  | Vincent Baestaens | + 1:07 |
| 4.     | Joeri Adams       | + 1:15 |
| 5.     | Sven Verboven     | + 1:52 |
| 6.     | Kristof Scheirs   | + 2:13 |
| 7.     | Kevin Eeckhout    | + 2:40 |
| 8.     | Stijn Mortelmans  | + 3:02 |
| 9.     | Tim Debusschere   | + 3:24 |
| 10.    | Nick De Proost    | + 3:29 |

#### Nieuwelingen, jongens
| pos.   | renner                   | tijd   |
| ------ | ------------------------ | ------ |
| Goud   | Sean De Bie              | 29:56  |
| Zilver | Gerry Druyts             | + 1:12 |
| Brons  | Angelo De Clercq         | + 1:37 |
| 4.     | Guillaume Van Keirsbulck | + 2:12 |
| 5.     | Zico Waeytens            | + 2:28 |
| 6.     | Robin Poelvoorde         | + 2:47 |
| 7.     | Vinnie Braet             | + 2:51 |
| 8.     | Xandro Meurisse          | + 3:00 |
| 9.     | Robin De Cnodder         | + 3:12 |
| 10.    | Wietse Bosmans           | + 3:17 |

#### Jeugd, meisjes
| pos.   | renner              | tijd    |
| ------ | ------------------- | ------- |
| Goud   | Sanne Cant          | 28:23   |
| Zilver | Ilse Vanderkinderen | + 1:07  |
| Brons  | Kelly Druyts        | + 1:31  |
| 4.     | Maaike Polspoel     | + 1:50  |
| 5.     | Anne Arnouts        | + 2:14  |
| 6.     | Veronique Staes     | + 3:00  |
| 7.     | Katrien Vermeiren   | + 6:59  |
| 8.     | Karen Verhestraeten | + 7:29  |
| 9.     | Kim Van Renterghem  | + 10:35 |
| 10.    | Sarah Vloemans      | + 15:30 |

Kampioenschappen:  Wereldkampioenschappen · 
 Europese kampioenschappen · 
 Belgische kampioenschappen · 
 Nederlandse kampioenschappen
Klassementen:  Wereldbeker · 
 Superprestige · 
 GvA Trofee · 
 Budvar Cup · 
 Challenge national
1910 · 
1911 · 
1912 · 
1913 · 
1914 · 
1915-1920 · 
1921 · 
1922 · 
1923 · 
1924 · 
1925 · 
1926 · 
1927 · 
1928 · 
1929 · 
1930 · 
1931 · 
1932 · 
1933 · 
1934 · 
1935 · 
1936 · 
1937 · 
1938 · 
1939 · 
1940 · 
1941 · 
1942 · 
1943 · 
1944 · 
1945 · 
1946 · 
1947 · 
1948 · 
1949 · 
1950 · 
1951 · 
1952 · 
1953 · 
1954 · 
1955 · 
1956 · 
1957 · 
1958 · 
1959 · 
1960 · 
1961 · 
1962 · 
1963 · 
1964 · 
1965 · 
1966 · 
1967 · 
1968 · 
1969 · 
1970 · 
1971 · 
1972 · 
1973 · 
1974 · 
1975 · 
1976 · 
1977 · 
1978 · 
1979 · 
1980 · 
1981 · 
1982 · 
1983 · 
1984 · 
1985 · 
1986 · 
1987 · 
1988 · 
1989 · 
1990 ·
1991 ·
1992 ·
1993 ·
1994 ·
1995 ·
1996 ·
1997 ·
1998 ·
1999 ·
2000 · 
2001 · 
2002 · 
2003 · 
2004 · 
2005 · 
2006 · 
2007 · 
2008 · 
2009 ·
2010 ·
2011 ·
2012 ·
2013 ·
2014 ·
2015 ·
2016 ·
2017 ·
2018 ·
2019 ·
2020 ·
2021 ·
2022 ·
2023 · 2024 · 2025